# ستيف كوشران
ستيف كوشران (بالإنجليزية: Steve Cochran)‏ هو مقدم برامج إذاعية أمريكي، ولد في 14 مارس 1961 في إثاكا في الولايات المتحدة.